# Мухарка
Мухарка (Melaenornis) — рід горобцеподібних птахів родини мухоловкових (Muscicapidae). Представники цього роду мешкають в Африці на південь від Сахари.

## Види
Виділяють дванадцять видів:
- Мухарка ангольська (Melaenornis brunneus)
- Мухарка сіровола (Melaenornis fischeri)
- Мухарка брунатна (Melaenornis chocolatinus)
- Мухарка ліберійська (Melaenornis annamarulae)
- Мухарка жовтоока (Melaenornis ardesiacus)
- Мухарка чорна (Melaenornis edolioides)
- Мухарка південна (Melaenornis pammelaina)
- Мухарка бліда (Melaenornis pallidus)
- Мухарка бура (Melaenornis infuscatus)
- Мухарка попеляста (Melaenornis microrhynchus)
- Мухарка білочерева (Melaenornis mariquensis)
- Мухарка строката (Melaenornis silens)

За результатами молекулярно-генетичного дослідження, опублікованого в 2010 році, до роду були включені чотири види, яких раніше відносили до роду Бура мухарка (Bradornis), та один вид, якого раніше відносилли до роду Строката мухарка (Sigelus).

## Етимологія
Наукова назва роду Melaenornis походить від сполучення слів дав.-гр. μελας — чорний і ορνις — птах.